# Atheta oblita
Atheta oblita är en skalbaggsart som först beskrevs av Wilhelm Ferdinand Erichson 1839.  Atheta oblita ingår i släktet Atheta, och familjen kortvingar. Enligt den finländska rödlistan är arten nära hotad i Finland. Arten är reproducerande i Sverige. Artens livsmiljö är moskogar.